# Addison Gardiner

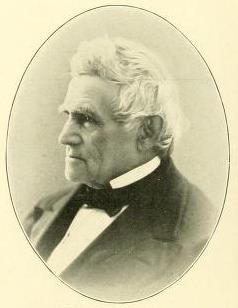
Addison Gardiner

Addison Gardiner (* 19. März 1797 in Rindge, Cheshire County, New Hampshire; † 5. Juni 1883 in Rochester, New York) war ein US-amerikanischer Jurist und Politiker (Demokratische Partei). Er war von 1845 bis 1847 Vizegouverneur und von 1854 bis 1855 Chief Judge am Berufungsgericht von New York.

## Frühe Jahre
Gardiner studierte Jura, bekam 1822 seine Zulassung als Anwalt und fing dann in Rochester an zu praktizieren. Er eröffnete dort mit Samuel L. Selden, der später ebenfalls Richter am Berufungsgericht wurde, eine Anwaltskanzlei. Dessen jüngster Bruder, Henry R. Selden, studierte in der Kanzlei Jura und wurde später selbst Vizegouverneur sowie Richter am Berufungsgericht von New York. Gardiner war später Friedensrichter in Rochester.

## Distriktstaatsanwalt und Amtsrichter
Er wurde 1825 zum Distriktstaatsanwalt (District Attorney) des Monroe County ernannt. Danach war er zwischen 1829 und 1838 Richter im 8. Gerichtsbezirk von New York mit der örtlichen Zuständigkeit für die Countys von Allegany, Erie, Chautauqua, Monroe, Genesee und Niagara. Während dieser Zeit verhandelte er den Fall um die Entführung von William Morgan, die bei den Anti-Masonic zu großer Aufregung führte. Elihu Mather war der versuchten Beihilfe zur Entführung angeklagt und freigesprochen worden. Nach seinem Freispruch wurde ein Antrag für einen neuen Prozess am Berufungsgericht von New York eingereicht. Allerdings wurde das Urteil, wie alle seine anderen, vom Supreme Court aufrechterhalten, was ihm die Reputation eines vorbildlichen Amtsrichters einbrachte. Im Februar 1838 trat er von seinem Richterposten zurück und kehrte zu seiner Anwaltstätigkeit in Rochester zurück.

## Vizegouverneur und Berufungsgericht
Am 5. November 1844 wurde Gardiner zum Vizegouverneur von New York gewählt. Während seiner Amtszeit wurden viele wichtige Probleme im Senat von New York erörtert. Es war eine Zeitspanne von anti-renten Unruhen, wo verschiedene Präventiv- und Abhilfemaßnahmen besprochen wurden. Der Erweiterung der Kanäle und anderer innenpolitischer Verbesserungen wurde Beachtung gewidmet. Einer der wichtigsten Gesetzesentwürfen stellte die Einberufung einer verfassunggebenden Versammlung für die Gestaltung einer neuen Verfassung.
Als Senatspräsident hatte Gardiner den Vorsitz über den Court for the Correction of Errors, das höchste Berufungsgericht des Staates, zusammengesetzt aus dem Senatspräsidenten, den Senatoren, dem Chancellor und den Richtern des New York Supreme Court. Nur wenige Fälle wurden von diesem Gericht behandelt, da gewöhnlich die Gerichtsverfahren mit der Entscheidung des Supreme Court oder des Chancellors endeten, so dass viele von diesen grundsätzlich wichtig oder bedeutend waren.
Am 3. November 1846 wurde Gardiner in das Amt des Vizegouverneurs von New York wiedergewählt. Er schlug dabei seinen Gegenkandidaten von der Whig Party, Hamilton Fish, mit einer Mehrheit von über 13.000 Stimmen, während dessen John Young als Whig mit einer Mehrheit von über 11.000 Stimmen gegenüber dem amtierenden Gouverneur Wright einen Sieg einfuhr. Obwohl der Gouverneur mit dem Vizegouverneur als Running Mate antrat, wurden beide auf getrennten Wahlzetteln gewählt. Gardiner wurde von den Anti-Renters auf ihren Stimmzettel (cross-endorsed ticket) mit Young nominiert, deren Stimmen diese Wahl entschieden.
Gardiner war einer der ersten Richter, die am 7. Juni 1847 für das neue Berufungsgericht von New York gewählt wurden. Am 22. Juni wurde er für die längste Amtszeit gewählt (achteinhalb Jahre) und trat am 5. Juli sein Amt an, entsprechend der neuen Staatsverfassung, die 1846 angenommen wurde. Als Gardiner an das Berufungsgericht von New York wechselte, entstand eine Vakanz, eine Gouverneurswahl wurde bei den jährlichen Staatswahlen abgehalten, wo Fish für die restliche Amtszeit von Gardiner gewählt wurde. Gardiner wurde 1854 Chief Judge und hielt dieses Amt bis Ende 1855, als seine Amtszeit ablief.

## Weiterer Lebenslauf
Nach Ende seiner Amtszeit am Berufungsgericht bekleidete er in der Justizverwaltung einen Posten als Schlichter. In dieser Funktion war er zwanzig Jahre tätig, wo er viele wichtige Fälle schlichtete. Er wurde auf dem Mt. Hope Cemetery in Rochester, New York beigesetzt.

## Familie
Addison Gardiner heiratete 1831 Mary Selkrigg, schottischer Abstammung. Ihre Kinder waren Charles A. Gardiner und Celeste M. Gardiner. Sein älterer Bruder, William Gardiner (1787–ca. 1855), lebte einige Jahre in Lowell (Massachusetts), zog dann nach Texas, wo er auf seiner Plantage nahe San Antonio verstarb. Ein anderer Bruder, Charles (1789–1860) war ein Händler in New Orleans. Seine Schwester Rebecca (1791–1818) heiratete Oren Stone, einen Händler und Partner von Gouverneur Seymour Vater, und lebten dann in Watertown (New York). Eine andere Schwester, Dorothy, heiratete Thomas A. Gould, einen Rechtsanwalt aus Pittsfield (Massachusetts), wo sie 1857 verstarb. Die jüngste Schwester, Andu Lucia, um 1800 geboren, heiratete Elijah Rhoades aus Manlius (New York), einen Händler und Senator von New York.